# Афје
Афје (фр. Affieux) насеље је и општина у централној Француској у региону Лимузен, у департману Корез која припада префектури Тил.
По подацима из 2011. године у општини је живело 370 становника, а густина насељености је износила 12,26 становника/km². Општина се простире на површини од 30,19 km². Налази се на средњој надморској висини од 520 метара (максималној 772 m, а минималној 333 m).

## Демографија
| 1962. | 1968. | 1975. | 1982. | 1990. | 1999. | 2011. |
| ----- | ----- | ----- | ----- | ----- | ----- | ----- |
| 358   | 432   | 357   | 356   | 358   | 349   | 370   |

График промене броја становника у току последњих година